# Llista de monuments del districte de Condòm
Llista de monuments del districte de Condòm (Gers) registrats com a monuments històrics, bé catalogats d'interès nacional (classé) o bé inventariats d'interès regional (inscrit).
| Monument                                                                 | Prot. | Època                         | Localització                                           | Coordenades                                          | Codi?      | Imatge |
| ------------------------------------------------------------------------ | ----- | ----------------------------- | ------------------------------------------------------ | ---------------------------------------------------- | ---------- | --- |
| Església de Loissan                                                      | Inv.  |                               | Arblada de'n Haut                                      | 43° 44′ 03″ N, 0° 04′ 01″ O / 43.734213°N,0.066926°O | PA00094698 | Església de Loissan · Vegeu més fotos d'aquest monument · Carregueu una nova foto d'aquest monument                                                      |
| Castell                                                                  | Inv.  | Segle XIV                     | Avensac                                                | 43° 49′ 53″ N, 0° 54′ 14″ E / 43.831493°N,0.903824°E | PA00094721 | Castell · Vegeu més fotos d'aquest monument · Carregueu una nova foto d'aquest monument                                                                  |
| Castell                                                                  | Inv.  | Segles XIII-XV                | Avesan                                                 | 43° 52′ 34″ N, 0° 47′ 40″ E / 43.876207°N,0.794484°E | PA00094722 | Castell · Vegeu més fotos d'aquest monument · Carregueu una nova foto d'aquest monument                                                                  |
| Església de Vopillon                                                     | Inv.  | Segles XI-XII                 | Bèumont Vopillon                                       | 43° 55′ 37″ N, 0° 18′ 07″ E / 43.926855°N,0.301915°E | PA00094735 | Església de Vopillon · Vegeu més fotos d'aquest monument · Carregueu una nova foto d'aquest monument                                                     |
| Castell de Bèumont                                                       | Inv.  | Segles XIV-XV                 | Bèumont                                                | 43° 56′ 53″ N, 0° 17′ 05″ E / 43.94803°N,0.284797°E  | PA00094734 | Carregueu una nova foto d'aquest monument |
| Castell de Cadreils                                                      | Inv.  | Segle XVII                    | Berrac                                                 | 44° 00′ 22″ N, 0° 33′ 46″ E / 44.006124°N,0.56269°E  | PA00094740 | Carregueu una nova foto d'aquest monument |
| Castell                                                                  | Inv.  | Segles XVIII-XIX              | Bonàs                                                  | 43° 46′ 54″ N, 0° 24′ 26″ E / 43.781691°N,0.407283°E | PA00094748 | Carregueu una nova foto d'aquest monument |
| Castell de Lasserre                                                      | Inv.  | Segles XIV-XVI                | Beraut                                                 | 43° 27′ 23″ N, 0° 24′ 52″ E / 43.456455°N,0.41435°E  | PA00094737 | Castell de Lasserre · Carregueu una nova foto d'aquest monument                                                                                          |
| Castell de Léberon                                                       | Inv.  | Segles XV-XVI                 | Cassanha                                               | 43° 53′ 43″ N, 0° 21′ 54″ E / 43.895403°N,0.364931°E | PA00094756 | Castell de Léberon · Carregueu una nova foto d'aquest monument                                                                                           |
| Castell                                                                  | Inv.  | Segles XIII-XV                | Cassanha                                               | 43° 54′ 31″ N, 0° 20′ 09″ E / 43.90851°N,0.335748°E  | PA00094755 | Castell · Carregueu una nova foto d'aquest monument |
| Antiga comanda d'Abrin                                                   | Inv.  | Segle XII                     | Castèthnau d'Auvinhon                                  | 43° 56′ 49″ N, 0° 29′ 18″ E / 43.946902°N,0.488344°E | PA00094757 | Antiga comanda d'Abrin · Modifica el valor a Wikidata · Carregueu una nova foto d'aquest monument                                                        |
| Església parroquial Sainte-Blandine                                      | Inv.  | Segles XVI-XIX                | Castètharroi                                           | 43° 58′ 45″ N, 0° 42′ 55″ E / 43.979155°N,0.715152°E | PA32000008 | Església parroquial Sainte-Blandine · Vegeu més fotos d'aquest monument · Carregueu una nova foto d'aquest monument                                      |
| Església Sainte-Madeleine                                                | Cat.  | Segle XV                      | Lo Casterar Leitorés                                   | 43° 58′ 34″ N, 0° 36′ 29″ E / 43.976148°N,0.60797°E  | PA00094759 | Església Sainte-Madeleine · Vegeu més fotos d'aquest monument · Carregueu una nova foto d'aquest monument                                                |
| Església de Castéra-Vieux                                                | Inv.  | Segles XII-XIV                | Lo Casterar e Verdusan Castéra-Vieux                   | 43° 47′ 47″ N, 0° 26′ 16″ E / 43.796422°N,0.437734°E | PA00094761 | Església de Castéra-Vieux · Vegeu més fotos d'aquest monument · Carregueu una nova foto d'aquest monument                                                |
| Creu del cementiri de Verdusan                                           | Inv.  | Segle XVI                     | Lo Casterar e Verdusan                                 | 43° 48′ 17″ N, 0° 25′ 13″ E / 43.804609°N,0.420173°E | PA00094760 | Creu del cementiri de Verdusan · Vegeu més fotos d'aquest monument · Carregueu una nova foto d'aquest monument                                           |
| Església d'Espagnet                                                      | Cat.  | Segle XII                     | Caupena d'Armanhac Espagnet                            | 43° 46′ 15″ N, 0° 04′ 21″ O / 43.770782°N,0.072473°O | PA00094763 | Església d'Espagnet · Vegeu més fotos d'aquest monument · Carregueu una nova foto d'aquest monument                                                      |
| Porta de vila de Barbotan                                                | Inv.  | Segle XV                      | Casaubon                                               | 43° 57′ 04″ N, 0° 02′ 39″ O / 43.951193°N,0.044144°O | PA00094765 | Porta de vila de Barbotan · Vegeu més fotos d'aquest monument · Carregueu una nova foto d'aquest monument                                                |
| Església de Barbotan                                                     | Inv.  | Segle XVI                     | Casaubon                                               | 43° 57′ 04″ N, 0° 02′ 38″ O / 43.951185°N,0.043999°O | PA00094764 | Església de Barbotan · Vegeu més fotos d'aquest monument · Carregueu una nova foto d'aquest monument                                                     |
| Antic col·legi dels Oratoriens                                           | Inv.  | Segles XV-XVII                | Condòm rue Jean-Jaurès; rue Saint-Exupéry              | 43° 57′ 22″ N, 0° 22′ 21″ E / 43.95602°N,0.37257°E   | PA00094775 | Antic col·legi dels Oratoriens · Vegeu més fotos d'aquest monument · Carregueu una nova foto d'aquest monument                                           |
| Antic hôtel de Polignac                                                  | Cat.  | Segle XVIII                   | Condòm 21 rue Jules-Ferry                              | 43° 57′ 38″ N, 0° 22′ 21″ E / 43.960438°N,0.372494°E | PA00094784 | Antic hôtel de Polignac · Vegeu més fotos d'aquest monument · Carregueu una nova foto d'aquest monument                                                  |
| Antiga presó                                                             | Inv.  | Segle xix                     | Condòm 4bis rue Jules-Ferry                            | 43° 57′ 33″ N, 0° 22′ 20″ E / 43.95921°N,0.372328°E  | PA00094785 | Antiga presó · Vegeu més fotos d'aquest monument · Carregueu una nova foto d'aquest monument                                                             |
| Torre dels Templiers                                                     | Inv.  | Segle XIII                    | Condòm 3 rue Marge                                     | 43° 57′ 28″ N, 0° 22′ 19″ E / 43.957812°N,0.371888°E | PA00094788 | Torre dels Templiers · Carregueu una nova foto d'aquest monument                                                                                         |
| Colomar del Pujoulé                                                      | Inv.  | Segles XV-XVIII               | Condòm                                                 | 43° 54′ 47″ N, 0° 22′ 47″ E / 43.91297°N,0.379592°E  | PA00094787 | Carregueu una nova foto d'aquest monument |
| Casa fortificada                                                         | Inv.  | Segle XV                      | Condòm le Luc                                          | 43° 58′ 44″ N, 0° 19′ 13″ E / 43.978761°N,0.320393°E | PA00094786 | Carregueu una nova foto d'aquest monument |
| Antic hôtel du Bouzet                                                    | Inv.  | Segle XVIII                   | Condòm                                                 | 43° 57′ 23″ N, 0° 22′ 28″ E / 43.956317°N,0.374423°E | PA00094783 | Antic hôtel du Bouzet · Vegeu més fotos d'aquest monument · Carregueu una nova foto d'aquest monument                                                    |
| Antic bisbat, actualment sots-prefectura, tribunal i museu de l'Armagnac | Inv.  | Segle XVIII                   | Condòm                                                 | 43° 57′ 32″ N, 0° 22′ 19″ E / 43.958793°N,0.372063°E | PA00094782 | Antic bisbat, actualment sots-prefectura, tribunal i museu de l'Armagnac · Vegeu més fotos d'aquest monument · Carregueu una nova foto d'aquest monument |
| Església Saint-Jacques-de-la-Bouquerie                                   | Inv.  | Segles XIV-XVII               | Condòm                                                 | 43° 57′ 18″ N, 0° 21′ 54″ E / 43.955074°N,0.365134°E | PA00094781 | Església Saint-Jacques-de-la-Bouquerie · Modifica el valor a Wikidata · Carregueu una nova foto d'aquest monument                                        |
| Església Sainte-Germaine de Baradieu                                     | Inv.  | Segles XI-XII                 | Condòm                                                 | 43° 57′ 51″ N, 0° 26′ 44″ E / 43.964031°N,0.445625°E | PA00094780 | Església Sainte-Germaine de Baradieu · Vegeu més fotos d'aquest monument · Carregueu una nova foto d'aquest monument                                     |
| Antiga església Saint-Barthélémy du Pradau                               | Cat.  | Segles XII-XIV                | Condòm                                                 | 43° 57′ 19″ N, 0° 22′ 41″ E / 43.955364°N,0.377945°E | PA00094779 | Antiga església Saint-Barthélémy du Pradau · Vegeu més fotos d'aquest monument · Carregueu una nova foto d'aquest monument                               |
| Església de Lialorès                                                     | Cat.  | Segles XII-XIV                | Condòm Lialorès                                        | 44° 00′ 37″ N, 0° 24′ 03″ E / 44.010325°N,0.400749°E | PA00094778 | Església de Lialorès · Modifica el valor a Wikidata · Carregueu una nova foto d'aquest monument                                                          |
| Antiga església des Carmes                                               | Inv.  | Segle XVII                    | Condòm                                                 | 43° 57′ 24″ N, 0° 22′ 05″ E / 43.956705°N,0.368101°E | PA00094777 | Carregueu una nova foto d'aquest monument |
| Antic convent des Dominicains de Prouilhan                               | Inv.  | Segle XVIII                   | Condòm                                                 | 43° 57′ 08″ N, 0° 22′ 55″ E / 43.952355°N,0.382043°E | PA00094776 | Carregueu una nova foto d'aquest monument |
| Claustre                                                                 | Cat.  | Segle XVI                     | Condòm                                                 | 43° 57′ 30″ N, 0° 22′ 22″ E / 43.958217°N,0.372784°E | PA00094774 | Claustre · Vegeu més fotos d'aquest monument · Carregueu una nova foto d'aquest monument                                                                 |
| Castell de Pouypardin                                                    | Inv.  | Segles XIV-XV                 | Condòm                                                 | 43° 59′ 31″ N, 0° 19′ 45″ E / 43.991927°N,0.329155°E | PA00094773 | Carregueu una nova foto d'aquest monument |
| Castell de Peyriac                                                       | Inv.  | Segle XVII                    | Condòm                                                 | 43° 56′ 51″ N, 0° 24′ 37″ E / 43.947586°N,0.41026°E  | PA00094772 | Carregueu una nova foto d'aquest monument |
| Castell de Mothes                                                        | Inv.  | Segle XIII                    | Condòm                                                 | 44° 00′ 50″ N, 0° 25′ 27″ E / 44.0138°N,0.424167°E   | PA00094771 | Carregueu una nova foto d'aquest monument |
| Antiga catedral, actualment església Saint-Pierre                        | Cat.  | Segles XIV-XVI                | Condòm                                                 | 43° 57′ 29″ N, 0° 22′ 22″ E / 43.957997°N,0.372885°E | PA00094770 | Antiga catedral, actualment església Saint-Pierre · Vegeu més fotos d'aquest monument · Carregueu una nova foto d'aquest monument                        |
| Castell                                                                  | Inv.  | Segles XIII-XV                | Corrensan                                              | 43° 51′ 00″ N, 0° 14′ 31″ E / 43.85008°N,0.241914°E  | PA00094789 | Castell · Carregueu una nova foto d'aquest monument |
| Torre fortificada                                                        | Inv.  | Edat mitjana                  | Demú                                                   | 43° 45′ 57″ N, 0° 10′ 00″ E / 43.765903°N,0.166603°E | PA00094790 | Torre fortificada · Carregueu una nova foto d'aquest monument                                                                                            |
| Casa                                                                     | Inv.  | Segle XV                      | Eusa place de l'Eglise                                 | 43° 51′ 38″ N, 0° 06′ 01″ E / 43.860447°N,0.100256°E | PA00094793 | Carregueu una nova foto d'aquest monument |
| Casa                                                                     | Inv.  | Segle XV                      | Eusa place de l'Eglise                                 | 43° 51′ 38″ N, 0° 06′ 01″ E / 43.860598°N,0.100272°E | PA00094792 | Casa · Vegeu més fotos d'aquest monument · Carregueu una nova foto d'aquest monument                                                                     |
| Zona arqueològica de la vil·la antiga de Tasta / Elusa                   | Inv.  | gal·loromà                    | Eusa                                                   | 43° 51′ 38″ N, 0° 06′ 45″ E / 43.860567°N,0.112578°E | PA32000002 | Zona arqueològica de la vil·la antiga de Tasta / Elusa · Vegeu més fotos d'aquest monument · Carregueu una nova foto d'aquest monument                   |
| Església Saint-Luperc                                                    | Inv.  | Segle XV                      | Eusa                                                   | 43° 51′ 39″ N, 0° 06′ 02″ E / 43.860884°N,0.100674°E | PA00094791 | Església Saint-Luperc · Vegeu més fotos d'aquest monument · Carregueu una nova foto d'aquest monument                                                    |
| Castell                                                                  | Cat.  | Segles XII-XIII               | Espans                                                 | 43° 46′ 53″ N, 0° 04′ 20″ E / 43.781343°N,0.07235°E  | PA00094795 | Castell · Carregueu una nova foto d'aquest monument |
| Església Notre-Dame                                                      | Inv.  | Segle XII                     | Estang Castelbielh                                     | 43° 51′ 58″ N, 0° 06′ 09″ O / 43.866056°N,0.102557°O | PA32000006 | Església Notre-Dame · Vegeu més fotos d'aquest monument · Carregueu una nova foto d'aquest monument                                                      |
| Arenes                                                                   | Inv.  | Segle XX                      | Estang                                                 | 43° 52′ 03″ N, 0° 06′ 24″ O / 43.867386°N,0.106612°O | PA00125586 | Arenes · Vegeu més fotos d'aquest monument · Carregueu una nova foto d'aquest monument                                                                   |
| Antiga església                                                          | Inv.  | Segle XVI                     | Flamarens                                              | 44° 01′ 00″ N, 0° 47′ 34″ E / 44.016757°N,0.792786°E | PA00125587 | Antiga església · Carregueu una nova foto d'aquest monument                                                                                              |
| Castell                                                                  | Cat.  | Segles XIII-XIV               | Flamarens                                              | 44° 01′ 00″ N, 0° 47′ 31″ E / 44.016737°N,0.792083°E | PA00094798 | Castell · Vegeu més fotos d'aquest monument · Carregueu una nova foto d'aquest monument                                                                  |
| Ajuntament-llotja                                                        | Inv.  | Segle xix                     | Florença                                               | 43° 50′ 58″ N, 0° 39′ 48″ E / 43.849465°N,0.663332°E | PA00094800 | Ajuntament-llotja · Vegeu més fotos d'aquest monument · Carregueu una nova foto d'aquest monument                                                        |
| Església Saint-Laurent                                                   | Cat.  | Segles XIV-XV                 | Florença                                               | 43° 50′ 59″ N, 0° 39′ 52″ E / 43.84979°N,0.664571°E  | PA00094799 | Església Saint-Laurent · Vegeu més fotos d'aquest monument · Carregueu una nova foto d'aquest monument                                                   |
| Antiga porta de vila                                                     | Inv.  | Segle XIV                     | Forcés                                                 | 43° 59′ 33″ N, 0° 13′ 46″ E / 43.99239°N,0.22935°E   | PA00094801 | Antiga porta de vila · Carregueu una nova foto d'aquest monument                                                                                         |
| Torre d'Estrepouy                                                        | Cat.  | Segles XIII-XIV               | Gasaupoi Estrepouy                                     | 44° 01′ 48″ N, 0° 27′ 07″ E / 44.030064°N,0.451904°E | PA00094803 | Torre d'Estrepouy · Carregueu una nova foto d'aquest monument                                                                                            |
| Església de Rouillac                                                     | Inv.  | Segles XII-XVII               | Gimbreda                                               | 44° 01′ 15″ N, 0° 42′ 30″ E / 44.020863°N,0.708371°E | PA00094957 | Església de Rouillac · Vegeu més fotos d'aquest monument · Carregueu una nova foto d'aquest monument                                                     |
| Castell                                                                  | Inv.  | Segle XIII                    | Oms                                                    | 43° 48′ 39″ N, 0° 51′ 22″ E / 43.810954°N,0.856196°E | PA32000010 | Carregueu una nova foto d'aquest monument |
| Església Saint-Aubin                                                     | Inv.  | Segles XVI-XVIII              | Lo Hogar Saint-Aubin                                   | 43° 46′ 18″ N, 0° 11′ 53″ O / 43.771625°N,0.198172°O | PA00094808 | Església Saint-Aubin · Vegeu més fotos d'aquest monument · Carregueu una nova foto d'aquest monument                                                     |
| Antic castell                                                            | Inv.  | Segles XIII-XVIII             | L'Isla Boson                                           | 43° 55′ 41″ N, 0° 43′ 41″ E / 43.928161°N,0.727933°E | PA00135457 | Antic castell · Carregueu una nova foto d'aquest monument                                                                                                |
| Antic castell                                                            | Inv.  | Segles XII-XIII               | L'Isla Boson                                           | 43° 55′ 36″ N, 0° 43′ 40″ E / 43.926774°N,0.727732°E | PA00094809 | Antic castell · Carregueu una nova foto d'aquest monument                                                                                                |
| Castell de Bouvées                                                       | Cat.  | Segles XV-XVI                 | La Briha                                               | 43° 44′ 51″ N, 0° 53′ 30″ E / 43.747553°N,0.891534°E | PA00094958 | Castell de Bouvées · Vegeu més fotos d'aquest monument · Carregueu una nova foto d'aquest monument                                                       |
| Església                                                                 | Inv.  | Segles XII-XIV                | Lagarda                                                | 43° 57′ 51″ N, 0° 33′ 18″ E / 43.964299°N,0.554949°E | PA00094818 | Església · Carregueu una nova foto d'aquest monument |
| Castell                                                                  | Inv.  | Segle XVII                    | Lagarda                                                | 43° 57′ 50″ N, 0° 33′ 18″ E / 43.96387°N,0.554976°E  | PA00094817 | Castell · Carregueu una nova foto d'aquest monument |
| Ruïnes del castell                                                       | Cat.  | Segle XIII                    | La Güardèra                                            | 43° 50′ 29″ N, 0° 19′ 26″ E / 43.84148°N,0.323871°E  | PA00094819 | Ruïnes del castell · Vegeu més fotos d'aquest monument · Carregueu una nova foto d'aquest monument                                                       |
| Església                                                                 | Inv.  | Segles XV-XVIII               | Lanamanhan                                             | 43° 54′ 01″ N, 0° 11′ 58″ O / 43.900185°N,0.199406°O | PA00094825 | Església · Vegeu més fotos d'aquest monument · Carregueu una nova foto d'aquest monument                                                                 |
| Colomar del Peneau                                                       | Cat.  | Segle XVII                    | Larressingla                                           | 43° 56′ 49″ N, 0° 18′ 15″ E / 43.947029°N,0.304136°E | PA00094830 | Carregueu una nova foto d'aquest monument |
| Recinte fortificat                                                       | Inv.  | Segles XIII-XVII              | Larressingla                                           | 43° 56′ 38″ N, 0° 18′ 38″ E / 43.944017°N,0.310605°E | PA00094829 | Recinte fortificat · Vegeu més fotos d'aquest monument · Carregueu una nova foto d'aquest monument                                                       |
| Església Saint-Sigismond                                                 | Cat.  | Segles XII-XIII               | Larressingla                                           | 43° 56′ 38″ N, 0° 18′ 40″ E / 43.943812°N,0.311163°E | PA00094828 | Església Saint-Sigismond · Vegeu més fotos d'aquest monument · Carregueu una nova foto d'aquest monument                                                 |
| Creu davant la torre d'entrada del recinte fortificat                    | Inv.  |                               | Larressingla                                           | 43° 56′ 39″ N, 0° 18′ 37″ E / 43.944102°N,0.310254°E | PA00094827 | Creu davant la torre d'entrada del recinte fortificat · Vegeu més fotos d'aquest monument · Carregueu una nova foto d'aquest monument                    |
| Ruïnes del castell                                                       | Cat.  | Edat mitjana                  | Larressingla                                           | 43° 56′ 38″ N, 0° 18′ 40″ E / 43.943916°N,0.310975°E | PA00094826 | Ruïnes del castell · Vegeu més fotos d'aquest monument · Carregueu una nova foto d'aquest monument                                                       |
| Església d'Heux                                                          | Inv.  | Segle XV                      | La Ròca sus l'Òssa                                     | 43° 59′ 27″ N, 0° 17′ 25″ E / 43.990908°N,0.290312°E | PA00094831 | Església d'Heux · Vegeu més fotos d'aquest monument · Carregueu una nova foto d'aquest monument                                                          |
| Antic castell de Lau                                                     | Inv.  | Segles XIII-XIV               | Laur Jusan Lau                                         | 43° 47′ 09″ N, 0° 06′ 21″ O / 43.78575°N,0.105813°O  | PA00094835 | Carregueu una nova foto d'aquest monument |
| Antiga adoberia reial                                                    | Inv.  | Segle XVIII                   | Leitora rue Claude-Idrone                              | 43° 55′ 55″ N, 0° 37′ 28″ E / 43.93198°N,0.624424°E  | PA32000020 | Antiga adoberia reial · Vegeu més fotos d'aquest monument · Carregueu una nova foto d'aquest monument                                                    |
| Edifici                                                                  | Inv.  | Segles XII-XIII               | Leitora Grande-Rue 41                                  | 43° 56′ 03″ N, 0° 37′ 17″ E / 43.934085°N,0.621492°E | PA00094841 | Edifici · Carregueu una nova foto d'aquest monument |
| Hôtel de Bastard-Castaing                                                | Inv.  | Segle XVIII                   | Leitora rue Lagrange                                   | 43° 56′ 05″ N, 0° 37′ 25″ E / 43.934746°N,0.623474°E | PA00094840 | Hôtel de Bastard-Castaing · Vegeu més fotos d'aquest monument · Carregueu una nova foto d'aquest monument                                                |
| Capella des Carmélites                                                   | Inv.  | Segle XVII                    | Leitora 14 rue Marrès                                  | 43° 56′ 07″ N, 0° 37′ 14″ E / 43.935192°N,0.62047°E  | PA32000003 | Capella des Carmélites · Vegeu més fotos d'aquest monument · Carregueu una nova foto d'aquest monument                                                   |
| Antic convent des Cordeliers                                             | Inv.  | Segles XV-XIX                 | Leitora 108 rue Nationale                              | 43° 56′ 06″ N, 0° 37′ 10″ E / 43.934912°N,0.619448°E | PA32000011 | Antic convent des Cordeliers · Vegeu més fotos d'aquest monument · Carregueu una nova foto d'aquest monument                                             |
| Torre du Bourreau                                                        | Inv.  | Segle XIV                     | Leitora                                                | 43° 56′ 08″ N, 0° 37′ 26″ E / 43.935578°N,0.623949°E | PA00094843 | Torre du Bourreau · Vegeu més fotos d'aquest monument · Carregueu una nova foto d'aquest monument                                                        |
| Ajuntament                                                               | Inv.  | Segle XVIII                   | Leitora                                                | 43° 56′ 01″ N, 0° 37′ 25″ E / 43.933579°N,0.623667°E | PA00094842 | Ajuntament · Vegeu més fotos d'aquest monument · Carregueu una nova foto d'aquest monument                                                               |
| Font                                                                     | Inv.  | Segles XIII-XV                | Leitora                                                | 43° 55′ 57″ N, 0° 37′ 26″ E / 43.932548°N,0.623777°E | PA00094839 | Font · Vegeu més fotos d'aquest monument · Carregueu una nova foto d'aquest monument                                                                     |
| Església Saint-Gervais                                                   | Cat.  | Segles XIV-XV                 | Leitora                                                | 43° 56′ 02″ N, 0° 37′ 26″ E / 43.9338°N,0.623952°E   | PA00094838 | Església Saint-Gervais · Vegeu més fotos d'aquest monument · Carregueu una nova foto d'aquest monument                                                   |
| Església de Lupèr                                                        | Inv.  | Segles XII-XVI                | Lupèr e Viòlas                                         | 43° 44′ 24″ N, 0° 08′ 00″ O / 43.739972°N,0.133333°O | PA00094848 | Església de Lupèr · Vegeu més fotos d'aquest monument · Carregueu una nova foto d'aquest monument                                                        |
| Església de Crémens                                                      | Inv.  | Segles XII-XVIII              | Manhan                                                 | 43° 45′ 45″ N, 0° 06′ 01″ O / 43.762556°N,0.100181°O | PA00094851 | Església de Crémens · Vegeu més fotos d'aquest monument · Carregueu una nova foto d'aquest monument                                                      |
| Castell                                                                  | Inv.  | Segle XVI                     | Manhàs                                                 | 43° 53′ 41″ N, 0° 43′ 01″ E / 43.894723°N,0.716815°E | PA00125590 | Castell · Modifica el valor a Wikidata · Carregueu una nova foto d'aquest monument                                                                       |
| Colomar, octroi i font                                                   | Inv.  | Segle xix                     | Manhaut e Tausiar                                      | 43° 53′ 24″ N, 0° 24′ 21″ E / 43.889989°N,0.405971°E | PA32000024 | Colomar, octroi i font · Carregueu una nova foto d'aquest monument                                                                                       |
| Castell de Tauzia                                                        | Inv.  | Segles XIII-XVI               | Manhaut e Tausiar                                      | 43° 53′ 39″ N, 0° 23′ 20″ E / 43.894216°N,0.388899°E | PA00094852 | Castell de Tauzia · Vegeu més fotos d'aquest monument · Carregueu una nova foto d'aquest monument                                                        |
| Castell del Busca-Maniban                                                | Inv.  | Segle XVII                    | Massencoma                                             | 43° 52′ 24″ N, 0° 19′ 09″ E / 43.873458°N,0.319118°E | PA00094854 | Castell del Busca-Maniban · Carregueu una nova foto d'aquest monument                                                                                    |
| Castell                                                                  | Inv.  | Segles XIII-XIV               | Massencoma                                             | 43° 52′ 18″ N, 0° 20′ 18″ E / 43.871605°N,0.338286°E | PA00094853 | Castell · Carregueu una nova foto d'aquest monument |
| Castell                                                                  | Inv.  | Segle XIII                    | Lo Mas                                                 | 43° 53′ 29″ N, 0° 30′ 07″ E / 43.891522°N,0.501906°E | PA00125591 | Carregueu una nova foto d'aquest monument |
| Castell de Maniban                                                       | Inv.  | Segles XIV-XVII               | Mauleon d'Armanhac                                     | 43° 53′ 54″ N, 0° 09′ 02″ O / 43.898349°N,0.150563°O | PA00094860 | Carregueu una nova foto d'aquest monument |
| Llotja                                                                   | Inv.  | Segle xix                     | Mauvesin                                               | 43° 43′ 51″ N, 0° 52′ 40″ E / 43.730705°N,0.877678°E | PA32000016 | Llotja · Vegeu més fotos d'aquest monument · Carregueu una nova foto d'aquest monument                                                                   |
| Església Saint-Michel                                                    | Cat.  | Segle XV                      | Mauvesin                                               | 43° 43′ 51″ N, 0° 52′ 35″ E / 43.730784°N,0.876428°E | PA00094861 | Església Saint-Michel · Vegeu més fotos d'aquest monument · Carregueu una nova foto d'aquest monument                                                    |
| Església                                                                 | Cat.  | Segles XVI-XIX                | Miradors                                               | 43° 59′ 54″ N, 0° 45′ 21″ E / 43.998395°N,0.755932°E | PA00094862 | Església · Vegeu més fotos d'aquest monument · Carregueu una nova foto d'aquest monument                                                                 |
| Castell de La Tor                                                        | Inv.  | Segles XVI-XIX                | Miramont e La Tor                                      | 43° 47′ 06″ N, 0° 40′ 46″ E / 43.784879°N,0.679543°E | PA00094863 | Castell de La Tor · Vegeu més fotos d'aquest monument · Carregueu una nova foto d'aquest monument                                                        |
| Església                                                                 | Cat.  | Segle XV                      | Montfòrt                                               | 43° 47′ 41″ N, 0° 49′ 21″ E / 43.794703°N,0.822596°E | PA00094868 | Església · Vegeu més fotos d'aquest monument · Carregueu una nova foto d'aquest monument                                                                 |
| Castell d'Esclignac                                                      | Inv.  | Segle XV                      | Montfòrt                                               | 43° 48′ 15″ N, 0° 48′ 16″ E / 43.804243°N,0.804529°E | PA00094867 | Castell d'Esclignac · Carregueu una nova foto d'aquest monument                                                                                          |
| Vil·la gal·loromana de Séviac                                            | Cat.  | Gal·loromà; Alta Edat Mitjana | Montrejau deu Gèrs Lassalle-Benquet; l'Espial          | 43° 56′ 39″ N, 0° 10′ 55″ E / 43.944086°N,0.181867°E | PA00094879 | Vil·la gal·loromana de Séviac · Vegeu més fotos d'aquest monument · Carregueu una nova foto d'aquest monument                                            |
| Porta de vila                                                            | Inv.  | Edat mitjana                  | Montrejau deu Gèrs                                     | 43° 56′ 58″ N, 0° 12′ 02″ E / 43.949509°N,0.200527°E | PA00094878 | Porta de vila · Vegeu més fotos d'aquest monument · Carregueu una nova foto d'aquest monument                                                            |
| Església de Luzanet                                                      | Cat.  | Segles XV-XVI                 | Montrejau deu Gèrs Luzanet                             | 43° 58′ 51″ N, 0° 10′ 37″ E / 43.980707°N,0.177047°E | PA00094877 | Església de Luzanet · Vegeu més fotos d'aquest monument · Carregueu una nova foto d'aquest monument                                                      |
| Església de Genens                                                       | Cat.  | Segle XI                      | Montrejau deu Gèrs                                     | 43° 56′ 11″ N, 0° 12′ 17″ E / 43.936527°N,0.20483°E  | PA00094876 | Església de Genens · Vegeu més fotos d'aquest monument · Carregueu una nova foto d'aquest monument                                                       |
| Església                                                                 | Inv.  | Segles XIV-XV                 | Montrejau deu Gèrs                                     | 43° 56′ 59″ N, 0° 12′ 03″ E / 43.949623°N,0.20079°E  | PA00094875 | Església · Vegeu més fotos d'aquest monument · Carregueu una nova foto d'aquest monument                                                                 |
| Castell de Balarin                                                       | Inv.  | Segle XIII                    | Montrejau deu Gèrs                                     | 43° 57′ 53″ N, 0° 15′ 02″ E / 43.96477°N,0.250459°E  | PA00094874 | Castell de Balarin · Vegeu més fotos d'aquest monument · Carregueu una nova foto d'aquest monument                                                       |
| Església                                                                 | Cat.  | Segles XI-XII                 | Moishan                                                | 43° 54′ 14″ N, 0° 17′ 53″ E / 43.904003°N,0.297999°E | PA00094880 | Església · Carregueu una nova foto d'aquest monument |
| Església Saint-Nicolas                                                   | Cat.  | Segles XI-XII                 | Nogarò                                                 | 43° 45′ 26″ N, 0° 02′ 07″ O / 43.757282°N,0.035303°O | PA00094882 | Església Saint-Nicolas · Vegeu més fotos d'aquest monument · Carregueu una nova foto d'aquest monument                                                   |
| Restes del claustre                                                      | Inv.  | Segles XI-XII                 | Nogarò                                                 | 43° 45′ 25″ N, 0° 02′ 06″ O / 43.757042°N,0.03503°O  | PA00094881 | Restes del claustre · Vegeu més fotos d'aquest monument · Carregueu una nova foto d'aquest monument                                                      |
| Església Saint-Laurent                                                   | Inv.  | Segles XI-XII                 | Panjàs                                                 | 43° 49′ 14″ N, 0° 05′ 26″ O / 43.820664°N,0.090659°O | PA00135458 | Església Saint-Laurent · Vegeu més fotos d'aquest monument · Carregueu una nova foto d'aquest monument                                                   |
| Castell de Manlèche                                                      | Inv.  | Segle XVI                     | Lo Perganh e Talhac                                    | 44° 02′ 28″ N, 0° 37′ 25″ E / 44.041036°N,0.623635°E | PA32000021 | Carregueu una nova foto d'aquest monument |
| Colomar des Poutéous                                                     | Inv.  | Segle XVII                    | Pessolens                                              | 43° 51′ 45″ N, 0° 52′ 53″ E / 43.862412°N,0.881272°E | PA32000026 | Carregueu una nova foto d'aquest monument |
| Castell de Plius                                                         | Cat.  | Segle XIV                     | Plius                                                  | 43° 57′ 02″ N, 0° 43′ 56″ E / 43.950567°N,0.732291°E | PA00132946 | Castell de Plius · Vegeu més fotos d'aquest monument · Carregueu una nova foto d'aquest monument                                                         |
| Torre del Cardinal d'Aux                                                 | Cat.  | Segle XIII                    | L'Arromiu                                              | 43° 58′ 53″ N, 0° 29′ 55″ E / 43.981317°N,0.498569°E | PA00094901 | Torre del Cardinal d'Aux · Vegeu més fotos d'aquest monument · Carregueu una nova foto d'aquest monument                                                 |
| Església i claustres                                                     | Cat.  | Segles XIV-XV                 | L'Arromiu                                              | 43° 58′ 53″ N, 0° 29′ 54″ E / 43.981378°N,0.498253°E | PA00094900 | Església i claustres · Vegeu més fotos d'aquest monument · Carregueu una nova foto d'aquest monument                                                     |
| Castell de Madirac                                                       | Inv.  | Segle XVI                     | L'Arromiu                                              | 43° 59′ 06″ N, 0° 28′ 28″ E / 43.985122°N,0.474359°E | PA00094899 | Castell de Madirac · Vegeu més fotos d'aquest monument · Carregueu una nova foto d'aquest monument                                                       |
| Església                                                                 | Inv.  | Segle XII                     | Sent Antòni deu Pont d'Arrats                          | 44° 02′ 11″ N, 0° 50′ 27″ E / 44.036409°N,0.840698°E | PA00094908 | Església · Vegeu més fotos d'aquest monument · Carregueu una nova foto d'aquest monument                                                                 |
| Antiga comanda dita el Castell                                           | Inv.  | Segles XII-XIII               | Sent Antòni deu Pont d'Arrats                          | 44° 02′ 12″ N, 0° 50′ 26″ E / 44.036733°N,0.840545°E | PA00094907 | Antiga comanda dita el Castell · Vegeu més fotos d'aquest monument · Carregueu una nova foto d'aquest monument                                           |
| Castell de Lacassagne                                                    | Inv.  | Segles XIII-XIV               | Sent Avit e Frandat                                    | 43° 58′ 25″ N, 0° 39′ 09″ E / 43.973685°N,0.652539°E | PA00094910 | Castell de Lacassagne · Vegeu més fotos d'aquest monument · Carregueu una nova foto d'aquest monument                                                    |
| Llotja i ajuntament                                                      | Inv.  | Segle xix                     | Sent Clar                                              | 43° 53′ 32″ N, 0° 46′ 14″ E / 43.892171°N,0.770465°E | PA00094912 | Llotja i ajuntament · Vegeu més fotos d'aquest monument · Carregueu una nova foto d'aquest monument                                                      |
| Església                                                                 | Inv.  | Segles XII-XV                 | Sent Criac                                             | 43° 55′ 18″ N, 0° 48′ 09″ E / 43.921629°N,0.802447°E | PA00135705 | Església · Vegeu més fotos d'aquest monument · Carregueu una nova foto d'aquest monument                                                                 |
| Castell                                                                  | Inv.  | Segle XVIII                   | Sent Launart                                           | 43° 51′ 36″ N, 0° 46′ 07″ E / 43.859863°N,0.768523°E | PA32000005 | Carregueu una nova foto d'aquest monument |
| Castell                                                                  | Inv.  | Segle XVI                     | Sent Martin d'Armanhac                                 | 43° 42′ 27″ N, 0° 04′ 03″ O / 43.707462°N,0.06742°O  | PA00094918 | Carregueu una nova foto d'aquest monument |
| Castell de Lauret                                                        | Inv.  |                               | Senta Gema                                             | 43° 45′ 52″ N, 0° 47′ 04″ E / 43.764307°N,0.784562°E | PA00125593 | Castell de Lauret · Carregueu una nova foto d'aquest monument                                                                                            |
| Antic castell                                                            | Inv.  | Segle XIII                    | Senta Gema                                             | 43° 46′ 50″ N, 0° 47′ 56″ E / 43.780541°N,0.798912°E | PA00125592 | Carregueu una nova foto d'aquest monument |
| Castell                                                                  | Cat.  | Segle XIII                    | Senta Mèra                                             | 44° 00′ 20″ N, 0° 40′ 01″ E / 44.00553°N,0.666958°E  | PA32000007 | Castell · Vegeu més fotos d'aquest monument · Carregueu una nova foto d'aquest monument                                                                  |
| Castell del Clot                                                         | Inv.  | Segle XVII                    | Senta Mèra                                             | 44° 00′ 23″ N, 0° 41′ 45″ E / 44.006267°N,0.695856°E | PA00094919 | Castell del Clot · Vegeu més fotos d'aquest monument · Carregueu una nova foto d'aquest monument                                                         |
| Dues esteles discoïdals de pedra                                         | Cat.  |                               | Senta Regonda antic cementiri de l'església Saint-Lary | 43° 50′ 48″ N, 0° 35′ 56″ E / 43.846531°N,0.598843°E | PA00094922 | Carregueu una nova foto d'aquest monument |
| Castell d'Argenteins                                                     | Inv.  | Segle XVIII                   | Senta Regonda                                          | 43° 50′ 02″ N, 0° 34′ 54″ E / 43.833799°N,0.58175°E  | PA00094959 | Carregueu una nova foto d'aquest monument |
| Porta de vila                                                            | Inv.  | Segle XIV                     | Sarrant                                                | 43° 46′ 27″ N, 0° 55′ 45″ E / 43.7742°N,0.929214°E   | PA00094927 | Porta de vila · Vegeu més fotos d'aquest monument · Carregueu una nova foto d'aquest monument                                                            |
| Castell de Sérillac                                                      | Inv.  | Segles XIII-XIV               | La Sauvedat                                            | 43° 51′ 16″ N, 0° 32′ 22″ E / 43.854556°N,0.539537°E | PA32000012 | Castell de Sérillac · Vegeu més fotos d'aquest monument · Carregueu una nova foto d'aquest monument                                                      |
| Colomar de Camusat                                                       | Inv.  | Segle XVI                     | Solomiac Camusat                                       | 43° 47′ 02″ N, 0° 53′ 32″ E / 43.783982°N,0.892277°E | PA00094935 | Carregueu una nova foto d'aquest monument |
| Llotja                                                                   | Inv.  | Segle XIV                     | Solomiac                                               | 43° 48′ 20″ N, 0° 53′ 50″ E / 43.805537°N,0.897322°E | PA00094934 | Llotja · Vegeu més fotos d'aquest monument · Carregueu una nova foto d'aquest monument                                                                   |
| Castell                                                                  | Inv.  | Segles XIII-XIV               | Terrauba                                               | 43° 54′ 19″ N, 0° 33′ 08″ E / 43.905205°N,0.552342°E | PA00094939 | Castell · Vegeu més fotos d'aquest monument · Carregueu una nova foto d'aquest monument                                                                  |
| Església                                                                 | Inv.  | Segles XIV-XVI                | Tojosa                                                 | 43° 49′ 58″ N, 0° 10′ 42″ O / 43.832708°N,0.178303°O | PA00094953 | Església · Vegeu més fotos d'aquest monument · Carregueu una nova foto d'aquest monument                                                                 |
| Església                                                                 | Inv.  | Segle XV                      | Tornacopa                                              | 43° 51′ 50″ N, 0° 48′ 35″ E / 43.863797°N,0.809732°E | PA00094954 | Església · Carregueu una nova foto d'aquest monument |
| Antiga abadia de Flaran                                                  | Inv.  | Segles XIII-XIV               | Valença de Baïsa                                       | 43° 53′ 24″ N, 0° 22′ 25″ E / 43.889941°N,0.37353°E  | PA00094955 | Antiga abadia de Flaran · Vegeu més fotos d'aquest monument · Carregueu una nova foto d'aquest monument                                                  |